# Brontë (cràter)

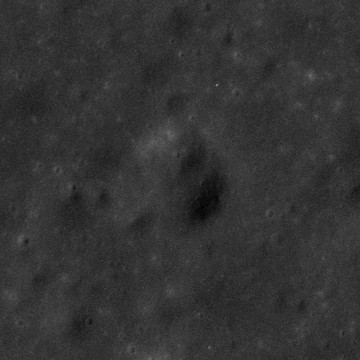
Imatge panoràmica des de l'Apol·lo 17

Brontë és un diminut cràter lunar situat a la vall Taurus-Littrow. Els astronautes Eugene Cernan i Harrison Schmitt recorregueren la vora nord de Brontë a bord del seu rover durant la missió Apol·lo 17 el 1972.
Al nord-est de Brontë hi ha Camelot i Horatio, i també el lloc d'aterratge de la missió Apol·lo 17. Al nord n'apareix Victory, al nord-oest Shorty, i a l'oest Lara.

## Denominació
Els astronautes anomenaren el cràter en referència a la novel·lista anglesa Charlotte Brontë, seguint els topònims utilitzats en el full a escala 1/50.000 de la Lunar Topophotomap amb referència 43D1S1 Apollo 17 Landing Area.

## Referències

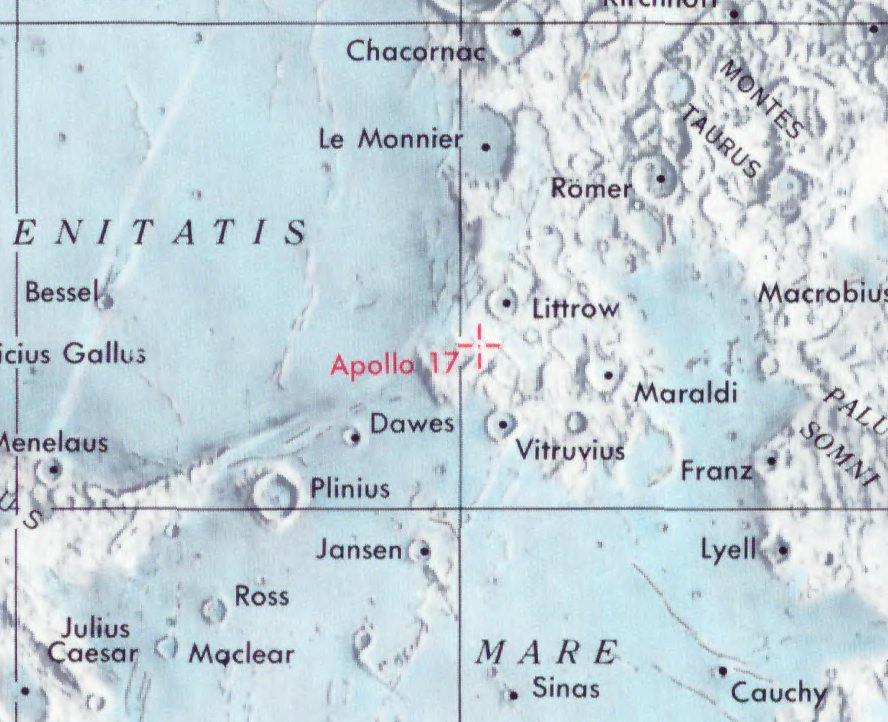
Localització del lloc d'aterratge de l'Apol·lo 17